# Edmund Stoiber

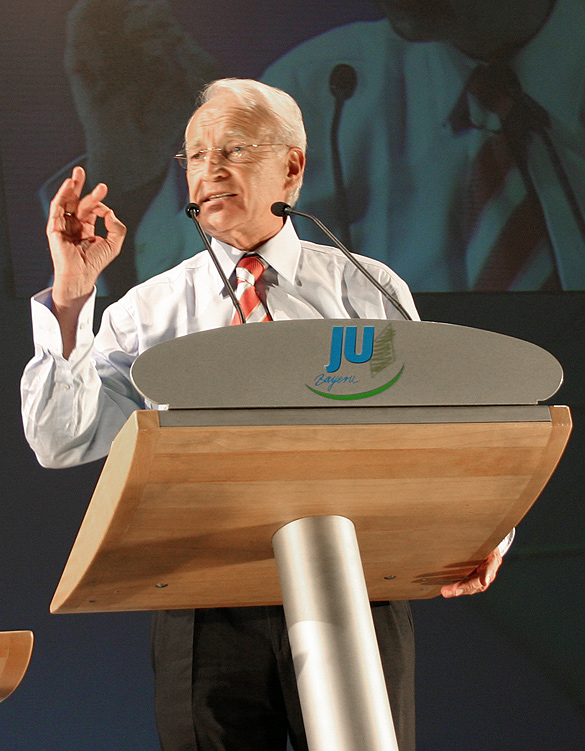
Edmund Stoiber

Edmund Rüdiger Stoiber (* 28 septembrie 1941,  Oberaudorf, Districtul Rosenheim, Bavaria), politician creștin-social german, președinte al partidului CSU în perioada 1999-2007. În perioada 1993-2007 a fost prim-ministru (Ministerpräsident) al landului Bavaria (Bayern). Pentru mai buna înțelegere, partidul său CSU, care e activ numai în Bavaria, este strâns unit cu partidul creștin-democrat CDU, care e prezent numai în afara Bavariei, cele două partide constituind împreună o singură fracțiune în parlamentul german Bundestag, numită die christliche Union, die Union sau și CDU/CSU.
La alegerile federale din 2002 a fost candidatul uniunii CDU/CSU pentru funcția de cancelar. A fost însă înfrânt de Gerhard Schröder, candidatul social-democraților (SPD).
Este cunoscut pentru convingerile sale puternic conservatoare.